# Ostatnie takie ranczo

Ostatnie takie ranczo (ang. Horse Sense) – amerykański film, należący do kategorii Disney Channel Original Movies.

## Fabuła
Leniwy 20-latek Michael Woods zaprasza swojego kuzyna Tommy'iego Biggs'a, aby ten spędził z nim trochę czasu w LA. Tommy jest podekscytowany, ponieważ nie widział swojego kuzyna od lat. Niestety gdy Tommy przyjeżdża do LA, Michael robi wszystko, aby on poczuł się nieswojo, ignoruje go.

## Obsada
- Joseph Lawrence - Michael Woods
- Andrew Lawrence - Tommy Biggs
- Susan Walters - Jules Biggs
- M.C. Gainey - Twister
- Leann Hunley - Jacy Woods
- Robin Thomas - Glenn Woods
- Jolie Jenkins - Gina
- Steve Reevis - Mule
- Freda Foh Shen - Arlene
- Ian Ogilvy - Miles
- Nancy Renee - Profesor Mallory Baynes
- Channing Chase - Diedre White
- Mike Trachtenberg - Lou
- Dan Martin - Policjant
- Holmes Osborne - Pan Hawthorne